# Ruellia rivularis
Ruellia rivularis là một loài thực vật có hoa trong họ Ô rô. Loài này được (Benoist) Boivin ex Benoist miêu tả khoa học đầu tiên năm 1967.